# Thomas Nashe
 (octobre 2010).
Améliorez-le ou discutez des points à vérifier. 
Thomas Nashe (baptisé en novembre 1567 et mort en 1601) est un pamphlétaire, poète et satiriste anglais de la période élisabéthaine. 
Il est notamment connu pour son roman Le Voyageur malchanceux.

## Vie et carrière
On sait très peu de choses certaines sur la vie de Nashe. Il est le fils du ministre du culte William Nashe et de Margaret Nashe (née Witchingham). fut baptisé à Lowestoft, dans le Suffolk, où son père avait une cure. La famille déménagea à West Harling, près de Thetford en 1573 après que le père de Thomas Nashe se vit attribuer de vivre à l'église de Tous les Saints (church of All Saints). Vers 1581, Thomas monta au St John's College de Cambridge en tant que "sizar", obtenant son diplôme de bachelier en 1586. D'après ce que l'on peut savoir de lui en lisant ses pamphlets et ceux des autres, il ne semble pas y avoir obtenu la Maîtrise en Arts (soit le premier niveau des études universitaires). La plupart de ses biographes s'accordent pour dire qu'il quitta son collège vers l'été 1588, attendu que son nom apparaît sur une liste des étudiants qui devaient assister aux cours de philosophie cette année-là. Les raisons de son départ ne sont pas claires; son père pourrait être décédé l'année précédente, mais Richard Lichfield rapporta méchamment que Nashe avait fui une exclusion possible à cause de son rôle dans Terminus et non terminus, l'un des charivaris si populaires à l'époque parmi les étudiants. Quelques années plus tard, William Covell écrivit dans Polimanteia que Cambridge "has been unkind to the one [i.e., Nashe] to wean him before his time." (Cambridge n'a pas été bonne pour celui-ci en le faisant partir avant son heure). Nashe lui-même déclara qu'il aurait pu devenir diplômé selon son souhait (dans Have With You to Saffron-Walden).
Ensuite, il déménagea à Londres et commença pour de bon sa carrière littéraire. La dernière décennie de sa vie fut dominée par deux intérêts: trouver un mécène qui lui corresponde et participer à des controverses, les plus célèbres avec Richard et Gabriel Harvey. Il arriva à Londres avec son premier exercice d'euphuisme, The Anatomy of Absurdity. Sa première apparition dans le monde de l'édition fut cependant sa préface pour le Menaphon de Robert Greene, qui offre une brève définition de l'art et passe en revue la littérature de son temps. Après ceci (et la publication de Anatomy) il prit part à la Controverse de Marprelate du côté des évêques. Comme pour tous les autres auteurs dans cette controverse, ses contributions sont difficiles à définir. Son style est formellement reconnu dans les trois tracts "pasquil" de 1589-1590, qui sont inclus dans l'édition classique des travaux de Nashe par R. B. McKerrow: néanmoins, McKerrow lui-même himself later argued strongly against their being by Nashe. Quant à l'anti-Martiniste An Almond for a Parrot, écrit en 1590, ostensibly credited to one "Cutbert Curry-knave," is now universally recognized as Nashe's work, although its author humorously claims, in its dedication to the comedian William Kempe, d'avoir rencontré Harlequin à Bergame alors qu'il revenait d'un voyage à Venise durant l'été 1589. Néanmoins, il n'y a aucune preuve que Nashe ait eu le temps ou les moyens d'entreprendre un voyage à l'étranger, et il ne fait jamais mention d'un voyage à Venise dans aucun autre de ses écrits postérieurs.
En 1590, il a contribué à la préface d'une édition non autorisée de Astrophil and Stella par Philip Sidney, mais l'édition fut rappelée et la seconde version, celle qui fut autorisée, retira le texte de Nashe.
À un certain moment, au début des années 1590, Nashe composa un poème érotique, The Choice of Valentines, probablement pour l'entourage privé de Ferdinando Stanley, 5e Comte de Derby (alors connu sous le nom de Lord Strange). Ce texte circula uniquement sous une forme manuscrite.  It describes the visit of a young man named 'Tomalin' to the brothel where his girlfriend Frances ('Frankie') is employed.  Having paid ten gold pieces for her favours, Tomalin is embarrassed to find that merely lifting her skirts makes him lose his erection. She perseveres in arousing him however and they make love, but to her disappointment he has an orgasm before her.  Frankie then decides to take matters into her own hands: hence the informal title by which the poem was known, Nashe's Dildo.  It was sharply criticized for its obscenity by contemporary authors l'évêque Joseph Hall et John Davies de Hereford, bien que Nashe ait essayé to pre-empt criticism by placing it in the tradition of classical erotica: "Yet Ovid's wanton muse did not offend". 
Son amitié avec Robert Greene impliqua Nashe dans la controverse de Harvey. En 1590, Richard's The Lamb of God complained of the anti-Martinist pamphleteers in general, including a side-swipe at the Menaphon preface. Deux ans plus tard, le texte de Greene A Quip for an Upstart Courtier contenait un passage sur les "rope makers" (fabricants de cordes) qui est une référence évidente à la famille de Harvey (dont le père fabriquait des cordes). Le passage, qui fut coupé dans les éditions suivantes, peut avoir été de Nashe. Après qu'Harvey se fut moqué de la mort de Greene dans Four Letters (Quatre lettres), Nashe écrivit Strange News (Etranges nouvelles) en 1593. Nashe tenta de s'excuser dans la préface de son Christ's Tears Over Jerusalem (1593), mais la parution de Pierce's Supererogation peu de temps après fut pour lui une nouvelle insulte. Il y répondit avec Have With You to Saffron-Walden (1596), avec une dédicace vraisemblablement ironique à Richard Lichfield, un barbier de Cambridge. Harvey ne publia pas de réponse, mais Lichfield répondit dans un tract intitulé "The Trimming of Thomas Nash", en 1597. Ce pamphlet contenait aussi un portrait désobligeant de Nashe -- ajouté en illustration à cet article.
Au même moment que se jouait cette dispute, Nashe produisit ses très célèbres textes. Alors qu'il séjournait dans la demeure de l'Archevêque John Whitgift à Croydon en octobre 1592 il écrivit une distraction appelée Summer's Last Will and Testament, un "shew" (spectacle) avec quelque ressemblance d'une mascarade. En bref, l'intrigue décrit la mort de l'Été, qui, se sentant mourir, considère l'accomplissement de ses anciens serviteurs et finit par transmettre sa couronne à l'Automne. La pièce fut publiée en 1600.
En 1593, Nashe publia Christ's Tears Over Jerusalem (Les larmes de Jésus sur Jérusalem), un pamphlet dédié à Lady Elizabeth Carey. En dépit d'une nature apparemment dévote, ce texte contient des propos satiriques qui faisaient insulte aux autorités civiques de Londres et Nashe fut brièvement emprisonné à Newgate. L'intervention du mari de Lady Elizabeth, Sir George Carey, lui permit d'être libéré.
Il resta à Londres, excepté pour des séjours réguliers à la campagne dans le but d'éviter la peste - une peur qui se reflète dans sa pièce Summer's last will and Testament (La dernière volonté de l'Eté et Testament), écrite pendant l'automne 1592. William Sommers, dont les commentaires encadrent la pièce, était le bouffon d'Henri VIII. On y retrouve le célèbre passage :
Adieu, farewell earths blisse,
This world uncertaine is,
Fond are lifes lustful joyes,
Death proves them all but toyes,
None from his darts can flye;
I am sick, I must dye:
Lord, have mercy on us.
En 1597, après la suppression de The Isle of Dogs (coécrit avec Ben Jonson), Jonson fut emprisonné, mais Nashe réussit à s'échapper du pays. Il demeura quelque temps à Great Yarmouth avant de revenir sur Londres.
Il était encore en vie en 1599, quand parut son dernier ouvrage connu, Nashes Lenten Stuffe; et il était déjà mort en 1601, à l'heure où Charles Fitzgeoffrey lui rendait hommage dans son poème en latin Affaniae.
Il fut représenté dans News from Hell du poète Thomas Dekker et cité par l'auteur anonyme des Parnassus plays, dont la dernière le gratifie de cette épitaphe:
Let all his faultes sleepe with his mournfull chest
And there for ever with his ashes rest.
His style was wittie, though it had some gall,
Some things he might have mended, so may all.
Yet this I say, that for a mother witt,
Few men have ever seene the like of it.

## Chronologie des travaux de Nashe
- 1589 The Anatomy of Absurdity
- 1589 Preface to Greene's Menaphon
- 1590 An Almond for a Parrot
- 1591 Preface to Sir Philip Sidney's Astrophel and Stella
- 1592 Pierce Penniless (Se référer à la Tradition de Pierre le laboureur)
- 1592 Summers Last Will and Testament (pièce interprétée en 1592, publiée en 1600)
- 1592 Strange News
- 1593 Christ's Tears over Jerusalem
- 1594 Terrors of the Night
- 1594 Le Voyageur malchanceux
- 1596 Have with You to Saffron-Walden
- 1597 The Isle of Dogs (pièce perdue)
- 1599 Nashe's Lenten Stuffe

On lui attribue aussi un poème érotique, The Choice of Valentines. Son nom apparaît également sur la page de garde du Dido, Queen of Carthage de Christopher Marlowe, bien que la nature de la contribution de Nashe à l'ouvrage soit incertaine. Certaines éditions de cette pièce, toujours existantes au XVIIIe siècle mais maintenant malheureusement disparues, contenaient des vers en mémoire de Marlowe par Nashe, qui fut son ami.